# Nitrure de vanadium
Le nitrure de vanadium est un composé chimique de formule VN. Cette céramique ultraréfractaire est un solide noir partiellement métallique cristallisant dans une structure de type halite et présentant une stœchiométrie comprise entre VN0,7 et VN1,0. Le nitrure de vanadium VN, le carbure de vanadium VC et l'oxyde de vanadium(II) VO ont des structures cristallines isomorphes dans lesquelles les atomes d'azote, de carbone et d'oxygène peuvent être échangés pour former des cristaux mélangés. Il forme des solutions solides avec le nitrure de titane TiN, le nitrure de niobium NbN, le carbure de titane TiC, le carbure de niobium NbC et le carbure de tantale TaC.
Le nitrure de vanadium se forme lors de la nitruration de l'acier et accroît la résistance à l'usure. On l'obtient par réaction du vanadium avec l'azote N2 ou l'ammoniac NH3 :
2 V + N2 ⟶ 2 VN ;
2 V + 2 NH3 ⟶ 2 VN + 3 H2.
Au cours de la nitruration, il peut également se former une autre phase, de formule V2N, également appelée nitrure de vanadium. Sa structure à basse température présente des agrégats V4 ; sa structure résulte d'une instabilité thermodynamique. C'est un supraconducteur à couplage fort. Les nanocristaux de nitrure de vanadium sont par ailleurs étudiés en vue d'applications potentielles pour réaliser des supercondensateurs.